# Maryland Cycling Classic
Maryland Cycling Classic er et amerikansk cykelløb i delstaten Maryland. Det blev arrangeret for første gang i 2022. Løbet er rangeret som 1.Pro af UCI og er en del af UCI ProSeries. 

## Vindere
| År   | Vinder            | Toer              | Treer           |        |
| ---- | ----------------- | ----------------- | --------------- | ------ |
| 2022 | Sep Vanmarcke     | Nickolas Zukowsky | Neilson Powless |        |
| 2023 | Mattias Skjelmose | Neilson Powless   | Hugo Houle      |        |
| 2024 | aflyst            | aflyst            | aflyst          | aflyst |